# Kanton Saint-Porchaire
Der Kanton Saint-Porchaire ist seit 1790 ein französischer Wahlkreis im Département Charente-Maritime und in der Region Nouvelle-Aquitaine. Er umfasst 20 Gemeinden im Arrondissement Saintes. Im Rahmen der landesweiten Neuordnung der französischen Kantone wurde er im Frühjahr 2015 erweitert.

## Gemeinden
Der Kanton besteht aus 20 Gemeinden mit insgesamt 21.050 Einwohnern (Stand: 1. Januar 2022) auf einer Gesamtfläche von 301,54 km²:
| Gemeinde                  | Einwohner 1. Januar 2022 | Fläche km² | Dichte Einw./km² | Code INSEE | Postleitzahl |
| ------------------------- | ------------------------ | ---------- | ---------------- | ---------- | ------------ |
| Balanzac                  | 614                      | 12,75      | 48               | 17030      | 17600        |
| Beurlay                   | 1.003                    | 9,71       | 103              | 17045      | 17250        |
| Crazannes                 | 442                      | 4,81       | 92               | 17134      | 17350        |
| Écurat                    | 445                      | 10,55      | 42               | 17148      | 17810        |
| Geay                      | 783                      | 15,90      | 49               | 17171      | 17250        |
| La Vallée                 | 683                      | 16,37      | 42               | 17455      | 17250        |
| Les Essards               | 733                      | 9,66       | 76               | 17154      | 17250        |
| Nancras                   | 795                      | 3,06       | 260              | 17255      | 17600        |
| Nieul-lès-Saintes         | 1.213                    | 20,41      | 59               | 17262      | 17810        |
| Plassay                   | 817                      | 16,87      | 48               | 17280      | 17250        |
| Pont-l’Abbé-d’Arnoult     | 1.793                    | 12,41      | 144              | 17284      | 17250        |
| Port-d’Envaux             | 1.170                    | 22,55      | 52               | 17285      | 17350        |
| Romegoux                  | 623                      | 13,25      | 47               | 17302      | 17250        |
| Sainte-Gemme              | 1.364                    | 40,91      | 33               | 17330      | 17250        |
| Sainte-Radegonde          | 578                      | 11,14      | 52               | 17389      | 17250        |
| Saint-Georges-des-Coteaux | 2.840                    | 19,23      | 148              | 17336      | 17810        |
| Saint-Porchaire           | 1.988                    | 17,40      | 114              | 17387      | 17250        |
| Saint-Sulpice-d’Arnoult   | 919                      | 16,12      | 57               | 17408      | 17250        |
| Soulignonne               | 742                      | 14,31      | 52               | 17431      | 17250        |
| Trizay                    | 1.505                    | 14,13      | 107              | 17453      | 17250        |
| Kanton Saint-Porchaire    | 21.050                   | 301,54     | 70               | 1719       | –            |

Bis zur landesweiten Neuordnung der französischen Kantone im März 2015 gehörten zum Kanton Saint-Porchaire die 15 Gemeinden Beurlay, Crazannes, Geay, La Vallée, Les Essards, Plassay, Pont-l’Abbé-d’Arnoult, Port-d’Envaux, Romegoux, Saint-Porchaire, Saint-Sulpice-d’Arnoult, Sainte-Gemme, Sainte-Radegonde, Soulignonne und Trizay. Sein Zuschnitt entsprach einer Fläche von 235,54 km2. Er besaß vor 2015 einen anderen INSEE-Code als heute, nämlich 1732.

## Politik
| Vertreter im Departementrat | Vertreter im Departementrat    | Vertreter im Departementrat |
| Amtszeit                    | Namen                          | Partei                      |
| --------------------------- | ------------------------------ | --------------------------- |
| 2015–                       | Michel Doublet Brigitte Seguin | UD                          |